# Ljudska univerza Velenje
Ljudska univerza Velenje je ljudska univerza s sedežem na Titovem trgu 2 (Velenje); ustanovljena je bila leta 1991.